# Montesson
Montesson là một xã của Pháp, nằm ở tỉnh Yvelines trong vùng Île-de-France. Người dân Montesson trong tiếng Pháp gọi là Montessonnais.
Montesson có cự ly 10 kilomètres về phía tây của Paris. 
Các xã giáp ranh gồm: Chatou, Le Vésinet và Le Pecq về phía nam, Sartrouville về phía bắc và Carrières-sur-Seine về phía đông. Về phía tây, sông Seine chia tách Montesson và Mesnil-le-Roi. 